# Autostrada A5 (Franța)
Autostrada A5 este o autostradă franceză care leagă sud-estul regiunii Île-de-France, lângă Lieusaint (Seine-et-Marne), de platoul Langres, pe o distanță de 238 km. A fost construită începând cu anul 1990 pentru a descongestiona A6.
Autostradă cu taxă, aceasta este concesionată companiei Autoroutes Paris-Rhin-Rhône (APRR).
Drumurile europene E17, E54, E511 trec pe autostrada A5. Înainte ca A5 să ajungă la Troyes, secțiunea dintre Troyes și Langres se numea A26.
Secțiunea Sens-Troyes face parte din marea centură de ocolire a Parisului.

## Istoric
- 1983: conexiunea Beauchemin - Semoutiers de 21 km (sub denumirea de A26);
- 1990: darea în folosință a secțiunii Troyes-Semoutiers de 77 km (sub denumirea de A26);
- 22 octombrie 1993: darea în folosință a secțiunii Melun-Sens de 56,6 km;
- 22 octombrie 1993: darea în folosință a secțiunii A160-A5 (Sens)-RN6 de 4,4 km (viitoarea A19);
- 24 noiembrie 1994: darea în folosință a secțiunii Sens-Troyes de 67,8 km;
- 24 noiembrie 1994: darea în folosință a conexiunii nordice cu Francilienne/A5b de 14,4 km (viitoarea A105);
- 30 iunie 1995: darea în folosință a conexiunii vestice cu Francilienne/A5a de 10,9 km.

Numerotările A5a și A5b sunt încă utilizate în prezent pe toate panourile de semnalizare.

## Traseu
| De la RN104 la A105; secțiune gratuită concesionată companiei APRR.               | |                        |
| RN104                                                                             | |                        |
| Intersecție                                                                       | Nod rutier între RN104 și A5: A1 (Lille), Marne-la-Vallée, Paris, Créteil, Combs-la-Ville, Z.A. Parisud; A6 (Paris, Lyon), A10 (Bordeaux, Nantes), Évry, Corbeil-Essonnes, Saint-Pierre-du-Perray, Tigery. | RN104 A1 A6 A10        |
| A5                                                                                | |                        |
|                                                                                   | Limitare la 110 km/h (în ambele sensuri). |                        |
| 10a - Centre commercial                                                           | Zonă deservită: Centru comercial (nod rutier parțial). |                        |
| 10b - Servigny                                                                    | Orașe deservite: Sénart-Carré Sénart, Savigny-le-Temple-Plessis. | RD50                   |
| 10c - Servigny                                                                    | Orașe deservite: Lieusaint, Moissy-Cramayel. | RD50                   |
| 11 - Savigny-le-Temple                                                            | Oraș deservit: Savigny-le-Temple-centru (nod rutier parțial). |                        |
| 12 - Arvigny                                                                      | Orașe deservite: Cesson, Vert-Saint-Denis, Savigny-le-Temple-Parc d'Activités (nod rutier parțial). | RD306                  |
| 13 - Le Plessis-Picard                                                            | Orașe deservite: Cesson, Vert-Saint-Denis, Savigny-le-Temple (nod rutier parțial). |                        |
|                                                                                   | Zonă de servicii: Le Plessis-Picard - Ourdy (sens Langres > Paris). |                        |
| Intersecție                                                                       | Nod rutier între A105 și A5: Paris, Marne-la-Vallée, Réau-Cité Aéronautique, Cesson, Vert-Saint-Denis, Moissy-Cramayel, Combs-la-Ville; Melun, Montereau-Fault-Yonne (nod rutier parțial).                 | A105 E54               |
| A5 E54                                                                            | |                        |
| De la A105 la A31; secțiune cu taxă în sistem închis concesionată companiei APRR. | |                        |
|                                                                                   | Punctul de taxare Eprunes. |                        |
| 15 - Saint-Germain-Laxis                                                          | Orașe deservite: Meaux, Fontenay-Trésigny, Maincy-Vaux-le-Vicomte. | RD1036                 |
| 16 - Châtillon-la-Borde                                                           | Orașe deservite: Provins, Melun, Nangis, Le Châtelet-en-Brie. | RD408                  |
|                                                                                   | Zone de servicii: Jonchets - la Grande Paroisse (sens Paris > Langres) ; Jonchets - les Récompenses (sens Langres > Paris).                                                                                |                        |
| 17 - Forges                                                                       | Orașe deservite: Montereau-Fault-Yonne-centru, Nangis, Champagne-sur-Seine. | RD210                  |
|                                                                                   | Pod peste Sena. |                        |
| 18 - Marolles-sur-Seine                                                           | Orașe deservite: Fontainebleau, Montereau-Fault-Yonne, Nogent-sur-Seine, Bray-sur-Seine, Montereau-Fault-Yonne-Z.I..                                                                                       | RD411                  |
|                                                                                   | Zone de odihnă: Les Rasets (sens Paris > Langres) ; Gravon (sens Langres > Paris). |                        |
|                                                                                   | Trecerea din departamentul Seine-et-Marne în departamentul Yonne. Trecerea din regiunea Île-de-France în regiunea Bourgogne-Franche-Comté.                                                                 |                        |
| Intersecție                                                                       | Nod rutier între A19 și A5: Lyon, Orléans, Provins, Sens. | A19 E511               |
| A5 E54 E511                                                                       | |                        |
|                                                                                   | Zonă de odihnă: Montaphilant (sens Langres > Paris). |                        |
|                                                                                   | Zonă de odihnă: Montard (sens Paris > Langres). |                        |
|                                                                                   | Zone de servicii: Villeneuve-l'Archevêque (sens Paris > Langres) ; Villeneuve - Vauluisant (sens Langres > Paris).                                                                                         |                        |
| 19 - Vulaines                                                                     | Orașe deservite: Nogent-sur-Seine, Saint-Florentin, Romilly-sur-Seine, Aix-en-Othe, Villeneuve-l'Archevêque.                                                                                               | RD660                  |
|                                                                                   | Trecerea din departamentul Yonne în departamentul Aube. Trecerea din regiunea Bourgogne-Franche-Comté în regiunea Grand Est.                                                                               |                        |
|                                                                                   | Zone de odihnă: Les Tomelles (sens Paris > Langres) ; Fontvannes (sens Langres > Paris). |                        |
| 20 - Torvilliers                                                                  | Orașe deservite: Troyes-centru, Romilly-sur-Seine, Aix-en-Othe, Sainte-Savine. | RD660 E511             |
| A5 E54                                                                            | |                        |
|                                                                                   | Zonă de odihnă: Saint-Pouange (sens Paris > Langres). |                        |
|                                                                                   | Zonă de odihnă: La Coloterie (sens Langres > Paris). |                        |
| 21 - Saint-Thibault                                                               | Orașe deservite: Auxerre, Troyes-centru, Tonnerre, Saint-Julien-les-Villas, Troyes-sud. | RD671                  |
|                                                                                   | Pod peste Sena. |                        |
| Intersecție                                                                       | Nod rutier între A26 și A5: Lille, Metz, Reims, Châlons-en-Champagne, Saint-Dizier, Troyes-est. | A26 E17                |
| A5 E17 E54                                                                        | |                        |
|                                                                                   | Zone de servicii: Troyes - Fresnoy (sens Paris > Langres) ; Troyes - le Plessis (sens Langres > Paris). |                        |
|                                                                                   | Limitare la 130 km/h (sens Langres > Paris). |                        |
| 22 - Magnant                                                                      | Orașe deservite: Châtillon-sur-Seine, Bar-sur-Seine, Brienne-le-Château, Parcul Natural Regional Forêt d'Orient, Bar-sur-Aube.                                                                             |                        |
|                                                                                   | Zone de odihnă: Mondeville (sens Paris > Langres) ; Champignol (sens Langres > Paris). |                        |
|                                                                                   | Trecerea din departamentul Aube în departamentul Haute-Marne. |                        |
| 23 - Ville-sous-la-Ferté                                                          | Orașe deservite: Châtillon-sur-Seine, Bar-sur-Aube, Colombey-les-Deux-Églises, Châteauvillain. |                        |
|                                                                                   | Zone de servicii: Châteauvillain - Val Marnay (sens Paris > Langres) ; Châteauvillain - Orges (sens Langres > Paris).                                                                                      |                        |
| 24 - Chaumont-Semoutiers                                                          | Orașe deservite: Saint-Dizier, Chaumont, Châteauvillain, Arc-en-Barrois, Semoutiers-Montsaon. | RD520                  |
|                                                                                   | Zone de odihnă: Le Bois Moyen (sens Paris > Langres) ; Le Champ à la Croix (sens Langres > Paris). |                        |
| A5 E17 E54                                                                        | |                        |
| Intersecție                                                                       | Nod rutier între A31 și A5: A6 (Lyon), A39 (Mulhouse, Besançon), Dijon, Langres-sud; Metz, Nancy, Épinal, Vesoul, Langres-nord.                                                                            | A31 A6 A39 E17 E21 E54 |
| A31 E17 E21 E54                                                                   | |                        |

## Autostrada A105 (sau A5b)

### Traseu
| De la RN104 la RN105; secțiune gratuită concesionată companiei APRR. | |                    |
| RN104                                                                | |                    |
| Intersecție                                                          | Nod rutier între RN104 și A105: A1 (Lille), A4 (Paris, Metz, Nancy), Marne-la-Vallée, Brie-Comte-Robert; A6 (Paris), A10 (Bordeaux, Nantes), Évry, Corbeil-Essonnes, Sénart-Carré Sénart, Lieusaint, Savigny-le-Temple, Combs-la-Ville, Z.A. Parisud. | RN104 A1 A4 A6 A10 |
| A105                                                                 | |                    |
| 11 - Évry-Grégy                                                      | Oraș deservit: Évry-Grégy-sur-Yerre (nod rutier parțial). | RD305              |
| 12/12a/12b - Moissy-Cramayel                                         | Orașe deservite: Provins, Moissy-Cramayel, Évry-Grégy-sur-Yerre. | RD619              |
| 13 - Réau                                                            | Oraș deservit: Réau-Pôle aéronautique de Villaroche. | RD57               |
|                                                                      | Zonă de odihnă: Galande (în ambele sensuri). |                    |
| Intersecție                                                          | Nod rutier între A5 și A105: Lyon, Troyes, Montereau-Fault-Yonne; Paris, Évry, Sénart-Carré Sénart, Savigny-le-Temple, Lieusaint. | A5                 |
|                                                                      | Limitare la 110 km/h (sens Brie-Comte-Robert > Melun). |                    |
| 14 - Vert-Saint-Denis                                                | Orașe deservite: Cesson, Vert-Saint-Denis, Voisenon, Vert-Saint-Denis-Pouilly-le-Fort. | RD82               |
| A105                                                                 | |                    |
| RN105                                                                | |                    |